# Belmont (Washington)
Pour les articles homonymes, voir Belmont.
Belmont est une zone non incorporée dans le comté de Whitman, dans l'État de Washington, aux États-Unis.